# Sans espoir de retour
Rua sem Regresso (título em Portugal) ou Uma Rua sem Volta (título no Brasil) (em francês:  Sans espoir de retour; em inglês:  Street of No Return) é um filme franco-português do género drama criminal de 1989 realizado por Samuel Fuller. Participam Keith Carradine e Valentina Vargas, e é baseado no romance homónimo de 1954, escrito por David Goodis.
O filme foi rodado em Portugal. Estreou-se em Portugal a 25 de junho de 1993.

## Elenco
- Keith Carradine como Michael
- Valentina Vargas como Celia
- Bill Duke como tenente Borel
- Andréa Ferréol como Rhoda
- Bernard Fresson como Morin